# Voluntários da Pátria (banda)
Voluntários da Pátria foi uma banda brasileira formada em São Paulo (SP) em 7 de setembro de 1982. O quinteto paulistano foi a primeira banda brasileira com uma proposta estética e sonora representante do pós-punk, com influências de bandas como Gang of Four e The Cure.
A sua formação clássica era composta por Nasi (vocais), Thomas Pappon (bateria), Ricardo Gaspa (baixo) e os guitarristas Miguel Barella e Giuseppe “Frippi” Lenti.

## Carreira

### Formação e lançamento do álbum
A banda foi criada em 7 de setembro de 1982 por Thomas Pappon e Miguel Barella. A primeira formação da banda tinha ainda Minho K (Celso Pucci). Na sequencia, Mauricio Rodrigues (que viria a fazer parte do Ultraje a Rigor) e Guilherme Isnard entrariam na banda.
Giuseppe Frippi entrou na banda em substituição ao guitarrista Minho K, ex-Verminose. Com a saída de Isnard, Nasi foi convidado.
Em 1983, a banda se apresentou no show pelas Diretas Já no Centro Cultural São Paulo.
Com dificuldades em se apresentar e sem grandes perspectivas, Thomas saiu da banda, pois ele já integrava a banda Fellini e a Smack.
A banda deixou apenas um registro, o LP autointitulado Voluntários da Pátria, de 8 canções em 24 minutos, gravado no estúdio paulistano Mosh em julho e lançado em 7 de setembro de 1984, sendo o 11º lançamento do selo paulistano Baratos Afins. Antes de gravar os vocais do álbum, Nasi quebrou o queixo num acidente de carro e a produção aguardou a sua recuperação. O Lado A abre com uma canção de título provocativo "O homem que eu amo", segue com o "Iô-iô" de versos niilistas e sarcásticos, como "Meu iô-iô não quer subir/Vou reclamar na coca-cola". "Cadê o socialismo?" foi uma boa provocação para aqueles anos de abertura política, não é por acaso que a canção fora interditada para execução pública. O disco ainda traz as instrumentais "Marcha" e "Nazi über alles". "Verdades e mentiras" tem a cara do pós-punk paulistano, umas das melhores do disco. O álbum recebeu reedição em CD em 1996, com o acréscimo de 7 faixas bônus, incluindo duas inéditas.
Apesar da curta trajetória da banda, que logo daria espaço a projetos individuais e novas bandas (Nasi e Gaspa se dedicariam ao Ira!, Thomas montou o Fellini e o Smack, Miguel e Giuseppe com o Alvos Móveis), o Voluntários da Pátria teve uma boa repercussão na capital e foi banda precursora no estilo, tendo se apresentado em todos os palcos do underground paulistano, tais como Carbono 14, Madama Satã, Napalm, Lira Paulistana, Rose Bom Bom e palcos cariocas como Noites Cariocas e Circo Voador.
A banda ainda resistiu com uma terceira formação, com Paulo H no vocal, Miguel e Giuseppe nas guitarras, Akira S no baixo e Edson X na bateria.
A banda durou apenas até fevereiro de 1986, quando fizeram o seu último show, no programa Mixto Quente da Rede Globo.

### Reuniões
O Voluntários da Pátria tentou algumas voltas durante a década de 1980, com outras formações que reuniram mais uma turma de figuras conhecidas do rock paulistano, tais como Sandra Coutinho (As Mercenárias), Guilherme Isnard (Zero), Edson X (Gueto), Maurício (Ultraje a Rigor), Kuki Stolarski e Akira S. Durante um tempo, foi estável a formação com a cozinha de Edson X e Akira S, a mesma do Akira S e As Garotas Que Erraram, grupo com o qual Giuseppe e Miguel colaboraram.
Em fevereiro de 1996, realizaram um show no Aeroanta, na zona oeste de São Paulo, com as bandas também extintas na época Mercenárias e Smack, outras bandas do pós-punk.
20 anos depois, em 7 de outubro de 2016, a banda se reuniu para um show no Sesc Belenzinho, em São Paulo, com a formação clássica e Sandra Coutinho no lugar de Gaspa.
Em 7 de abril de 2019, com Nasi, Miguel Barella, Ricardo Gaspa, Giuseppe "Frippi" Lenti e Thomas Pappon, a banda se reuniu para uma apresentação no Centro Cultural São Paulo.
Em 2022, lançam os singles "O Voluntário" e "Ainda Estamos Juntos".
Em 23 de outubro de 2024, a banda se reuniu novamente, com sua formação clássica, para realização de um show comemorativo no Sesc Pompeia, em São Paulo, em celebração aos 40 anos do álbum autointitulado “Voluntários da Pátria”.

## Discografia
- Voluntários da Pátria (1984)